# Asami Katō
Asami Katō (jap. 加藤麻美 Katō Asami; ur. 12 października 1990) – japońska lekkoatletka, specjalizująca się w biegach długodystansowych.
Dwukrotnie startowała na mistrzostwach świata w biegach przełajowych (2008 i 2009). W 2012 wystartowała na mistrzostwach świata w półmaratonie, na których zajęła 12. miejsce indywidualnie, a w rywalizacji drużynowej zdobyła brązowy medal.

## Osiągnięcia
| Rok  | Impreza                                   | Miejsce  | Konkurencja            | Lokata      | Wynik   |
| ---- | ----------------------------------------- | -------- | ---------------------- | ----------- | ------- |
| 2008 | Mistrzostwa świata w biegach przełajowych | Edynburg | bieg juniorek          | 15. miejsce | 20:48   |
| 2009 | Mistrzostwa świata w biegach przełajowych | Amman    | bieg juniorek          | 20. miejsce | 21:33   |
| 2012 | Mistrzostwa świata w półmaratonie         | Kawarna  | półmaraton             | 12. miejsce | 1:12:11 |
| 2012 | Mistrzostwa świata w półmaratonie         | Kawarna  | półmaraton (drużynowo) | 3. miejsce  | 3:34:45 |

## Rekordy życiowe
- Bieg na 10 000 metrów – 32:51,07 (2011)
- Półmaraton – 1:10:21 (2013)
- Maraton – 2:26:30 (2015)